# Ferrovia Bastia-Ajaccio
La ferrovia Bastia–Ajaccio (in francese: Ligne de Bastia-Ajaccio, in corso: Linia di Bastia-Aiacciu) è una linea ferroviaria a scartamento metrico e a binario semplice, collegante le città di Bastia e Ajaccio in Corsica.
La linea è di proprietà della Collectivité Territoriale de la Corse ed è esercita dalla Chemins de fer de la Corse (CFC).

## Storia
Dopo la rinuncia dei concessionari Cotillard & Champouillon per la costruzione di alcune linee ferroviarie a scartamento ridotto in Corsica, la progettazione di una linea fra Bastia e Ajaccio fu propugnata dal Barone d'Ornano nel 1876.
L'anno seguente una decisione ministeriale stabilì che una linea ferroviaria Bastia–Ajaccio doveva essere costruita a scartamento metrico, impiegando rotaie Vignoles da 20 kg/m, ed avere un'acclività massima del 20 per mille. Nello stesso periodo, il prefetto ordinò alla sezione Pont et Chaffeux del ministero dei Lavori Pubblici francese lo studio di una linea ferroviaria tra le due principali città della Corsica.
Il risultato fu la presentazione, il 28 marzo 1878, di un progetto di legge necessario ad ottenere la dichiarazione di pubblica utilità e quindi il necessario finanziamento. La legge fu approvata dalla Camera e dal Senato francese rispettivamente il 6 e l'8 giugno e promulgata il 15.
La dichiarazione di pubblica utilità riguardò solo due tronchi: il Bastia–Corte e l'Ajaccio–Mezzana, dato lo stato avanzato dei loro progetti. La sezione centrale tra Corte e Mezzana, più complessa in quanto comprendeva il valico del Colle di Vizzavona e il ponte sul Vecchio, ottenne questa dichiarazione il 27 dicembre dell'anno seguente.
Nonostante la cerimonia inaugurale fosse stata tenuta il 7 dicembre 1878, i primi cantieri furono aperti nel febbraio 1880 e riguardarono le gallerie di Torreta, a Bastia, e d'Aspretto, ad Ajaccio. Quello della galleria di Vizzavona iniziò nell'estate 1880. In questo caso si decise di valicare il colle con una galleria a 906 metri d'altitudine, impiegando due perforatrici, rispettivamente posizionate sui due ingressi. Dopo due anni, i lavori del cantiere nord furono interrotti per la presenza di acqua su circa 600 metri di scavo. L'attività continuò invece all'ingresso sud, posto ad un'altitudine più bassa, perché si volle sfruttare la pendenza favorevole al fine di favorire l'uscita del flusso di acqua da quel lato, evitando l'impiego di pompe idrauliche. Tuttavia, dopo il completamento degli scavi e la fuoriuscita dell'acqua, furono necessari altri sei anni di lavori per rendere agibile la galleria e posizionare la strada ferrata. I lavori sul ponte sul Vecchio iniziarono invece nel 1890: i 140 metri di lunghezza del viadotto e l'altezza di 94 metri rispetto al piano dell'acqua richiesero infatti studi particolari e la prestazione dell'Ingegner Gustave Eiffel che adottò una struttura a tre travate metalliche sostenute da due piloni in pietra.
Nonostante queste difficoltà, nel 1882 su gran parte della linea iniziarono i lavori di preparazione della massicciata ferroviaria.
Il 21 febbraio 1883 la Compagnie de Chemins de Fer Départementaux (CFD) ottenne la concessione per l'esercizio della linea, dalla durata di quindici anni rinnovabili alla scadenza ogni tre.
Il 1º febbraio 1888 fu aperta la prima sezione della ferrovia: la Bastia–Corte; nello stesso anno fu aperta quella fra Ajaccio e Bocognano. Il tronco fra quest'ultima cittadina e Vivario, comprensivo della galleria di Vizzavona, fu aperto il 14 luglio 1889, mentre per il Corte–Vivario si dovette attendere il completamento del ponte sul Vecchio, il quale fu inaugurato il 9 ottobre 1892.
L'esercizio sul Corte–Vivario e su tutta la linea fu aperto il 3 dicembre 1894.
La ferrovia fu esercita dalla CFD fino al 1945. Riparata dai danni di guerra dalla Ponts et Chaffeux, che la esercì fino al 1965, passò in quell'anno alla Société auxiliaire des exploitations de chemins de fer secondaires (SACFS). A seguito del fallimento di quest'ultima società, a partire dal 1972 fu esercita dalla Chemins de Fer et Transport Automobile (CFTA), mentre dal 1983 subentrò la Société Nationale des Chemins de Fer (SNCF).
Tra il 2001 e il 2011, la gestione della linea fu affidata alla società statale francese a titolo concessorio. Nel 2002, la Collectivité Territoriale de la Corse (CTC) ottenne la proprietà delle infrastrutture dal demanio francese. Dieci anni dopo l'esercizio passò alla Chemins de fer de la Corse (CFC), società a capitale misto istituita dalla CTC.

## Caratteristiche

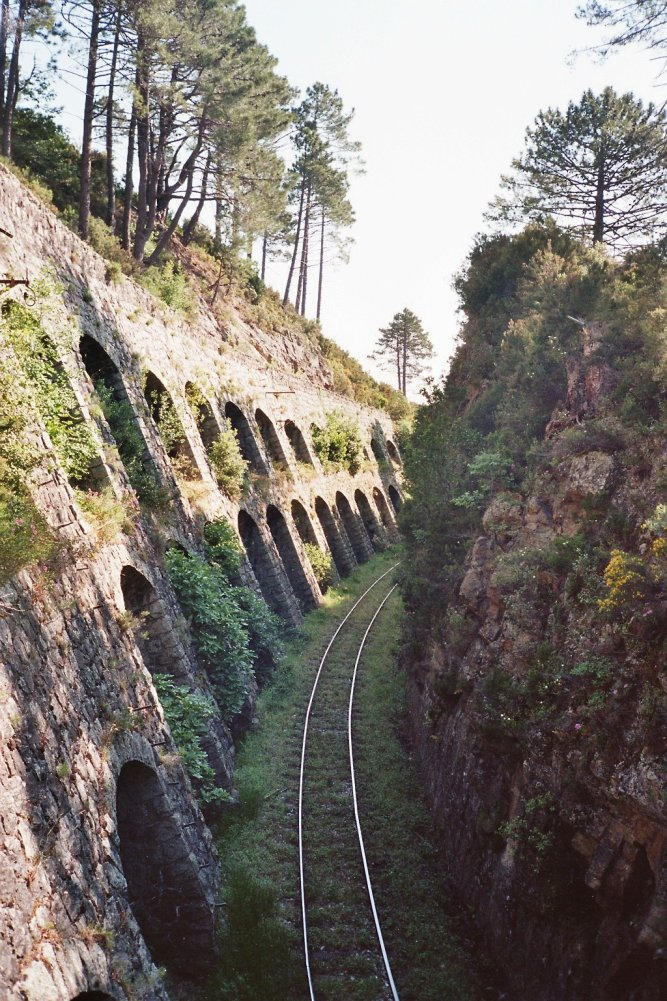
Un tratto in trincea nei pressi del viadotto sul Vecchio

La linea è una ferrovia a binario semplice. Lo scartamento adottato è quello da 1000 mm (metrico).
Priva di elettrificazione, la trazione è di tipo termico.

## Percorso
| Head station |

| Enter and exit tunnel |

| Stop on track |

| Stop on track |

| Stop on track |

| Stop on track |

| Stop on track |

| Stop on track |

| Stop on track |

| Stop on track |

| Stop on track |

| Station on track |

| Stop on track |

| Stop on track |

| Stop on track |

| Station on track |

| Unknown route-map component "eHST" |

| Stop on track |

| Stop on track |

| Stop on track |

| Stop on track |

| Station on track |

|  |  | Unknown route-map component "eABZgl" | Unknown route-map component "exCONTfq" |  |

| Unknown route-map component "eHST" |

| Stop on track |

| Station on track |

|  | Unknown route-map component "CONTgq" | Unknown route-map component "ABZg+r" |  |  |

| Station on track |

| Station on track |

| Unknown route-map component "eHST" |

| Stop on track |

| Station on track |

| Stop on track |

| Station on track |

| Unknown route-map component "eHST" |

| Small bridge over water |

| Station on track |

| Stop on track |

| Stop on track |

| Station on track |

| Enter and exit tunnel |

| Station on track |

| Stop on track |

| Stop on track |

| Stop on track |

| Station on track |

| Unknown route-map component "eHST" |

| Stop on track |

| Stop on track |

| End station |

Dalla stazione di Bastia, la linea si dirige verso sud ed impegna la galleria di Torreta, posta sotto i quartieri occidentali della città. Percorre quindi la pianura litoranea per circa venti chilometri fino a Casamozza, dove si diramava la ferrovia della Costa orientale, dismessa dal 1943.
Da Casamozza, la linea sale lungo valle del Golo fino a Ponte Leccia, dalla cui stazione si dirama la linea per Isola Rossa e Calvi.
Da Ponte Leccia, la ferrovia si dirige verso sud, abbandonando il corso del Golo e immettendosi nel bacino fluviale del Tavignano, per giungere fino a Corte. Dopo questa città la linea si immette nel bacino del Vecchio. Il percorso attraverso i due bacini fluviali è accidentato e sinuoso; deve inoltre affrontare forti pendenze.
La linea affianca quindi il Vecchio risalendo fin quasi alle sue sorgenti. Grazie al tunnel di Vizzavona, la ferrovia attraversa lo spartiacque e inizia la discesa lungo l'alta valle del Gravona che segue fino al suo imbocco. Gli ultimi chilometri prima della stazione di Ajaccio sono pianeggianti.

## Traffico
Nei giorni feriali l'intera linea è impegnata da tre coppie di corse che si riducono a due nei giorni festivi. Tutti i giorni è presente una coppia di corse sulla relazione Bastia – Corte.
I tronchi Bastia–Casamozza e Ajaccio–Mezzana sono serviti anche da due linee CFC a raggio surburbano.